# This Time (canción de Waylon Jennings)
«This Time» es una canción interpretada por el músico estadounidense Waylon Jennings. Fue publicada en abril de 1974 como sencillo principal del álbum del mismo nombre.

## Recepción de la crítica
Un escritor no especificado de Record World indicó que “Jennings aporta un sentimiento especial a sus canciones y esta melodía no es una excepción”. Un escritor no especificado de Billboard escribió: “Es del álbum del mismo título, y es otro más en una larga lista de Waylon, quien pone mucho de todo en lo que hace. Esta no es una excepción”.

## Lista de canciones
7-inch single – RCA APB0-0251
1. «This Time» (Waylon Jennings) – 2:24
2. «Mona» (Mirriam Eddy) – 2:47

## Posicionamiento

### Gráfica semanal
| Gráfica (1974)                                      | Pico de posición |
| --------------------------------------------------- | ---------------- |
| Canadá (RPM Country Playlist)                       | 1                |
| Estados Unidos (Billboard Hot Country Singles)      | 1                |
| Estados Unidos (Cash Box Country Top 75)            | 1                |
| Estados Unidos (Record World Country Singles Chart) | 1                |

### Gráfica de fin de año
| Gráfica (1974)                                 | Pico de posición |
| ---------------------------------------------- | ---------------- |
| Estados Unidos (Billboard Hot Country Singles) | 48               |
| Estados Unidos (Cash Box Country Top 75)       | 32               |